# 崔龜從
崔龜從（？—？），字玄告，清河郡武城县（今河北省衡水市故城县）人。唐朝政治人物、歷史學家。

## 生平
祖崔璜，父崔誠。龜從是元和十二年進士，登賢良方正制科。拜右拾遺。太和二年，改太常博士。開成元年十二月，為華州防禦使。長慶三年，以大理評事從事河中府。官至戶部尚書、同平章事。“長於禮學，精歷代沿革，問無不通”，監修《續唐曆》。崔殷夢即其子。

## 延伸阅读
[在维基数据编辑]
 在维基文库阅读此作者作品
 《舊唐書/卷176》，出自刘昫《舊唐書》